# Luna, La Union
Luna là một đô thị hạng 4 ở tỉnh La Union, Philippines. Theo điều tra dân số năm 2015, đô thị này có dân số 35.802 người trong.

## Các đơn vị hành chính
Luna được chia ra 40 barangay.
| - Alcala - Ayaoan - Barangobong - Barrientos - Bungro - Buselbusel - Cabalitocan - Cantoria No. 1 - Cantoria No. 2 - Cantoria No. 3 - Cantoria No. 4 - Carisquis - Darigayos - Magallanes | - Magsiping - Mamay - Nagrebcan - Nalvo Norte - Nalvo Sur - Napaset - Oaqui No. 1 - Oaqui No. 2 - Oaqui No. 3 - Oaqui No. 4 - Pila - Pitpitac - Rimos No. 1 | - Rimos No. 2 - Rimos No. 3 - Rimos No. 4 - Rimos No. 5 - Rissing - Salcedo - Santo Domingo Norte - Santo Domingo Sur - Sucoc Norte - Sucoc Sur - Suyo - Tallaoen - Victoria |